# O Veneno da Madrugada
O Veneno da Madrugada é um filme brasileiro de 2006, uma suspense dirigida por Ruy Guerra. O roteiro é baseado no livro "A Má Hora", de Gabriel García Márquez.

## Sinopse
A trama aborda 24 horas na vida de uma cidade, onde não pára de chover e os conflitos entre as famílias mais poderosas e o prefeito estão em ponto de explosão, num clima de guerra de todos contra todos.
Alguém começa a colar nas portas das casas cartas que revelam a todos os segredos que boa parte da cidade já conhece, mas que ninguém ousava revelar em público.

## Elenco
- Leonardo Medeiros ... Alcaide
- Juliana Carneiro da Cunha ...Viúva Assis
- Zózimo Bulbul  ...Carmicheal
- Amir Haddad ... Dom Sabas
- Dani Barros ... Trindad
- Fabio Sabag ... Padre Angel
- Emílio de Mello ...Roberto Assis
- Jean Pierre Noher ... César Monteiro
- Rejane Arruda ... Rosário
- Murilo Grossi ... Dr. Giraldo
- Nilton Bicudo ... Juiz Arcádio
- Fernando Alves Pinto ...Nestor
- Maria João Bastos ...Rebecca Assis
- Roney Villela ... Rovira
- Carolina Virguez ...Gildete
- Miguel Nader ...Peralta
- Rui Resende ...Dentista
- Tonico Pereira ...Barbeiro
- Luís Luque ...Arístoteles Messina

## Prêmios e Indicações
| Ano  | Premiação                                         | Categoria                | Recipiente                 | Resultado | Ref.  |
| ---- | ------------------------------------------------- | ------------------------ | -------------------------- | --------- | ----- |
| 2005 | Festival de Cinema de Brasília                    | Melhor Filme             | Ruy Guerra                 | Indicado  | [ 2 ] |
| 2005 | Festival de Cinema de Brasília                    | Melhor Direção de Arte   | Marcos Flaksman            | Venceu    | [ 2 ] |
| 2005 | Festival de Cinema de Brasília                    | Melhor Fotografia        | Walter Carvalho            | Venceu    | [ 2 ] |
| 2005 | Festival de Havana                                | Melhor Fotografia        | Walter Carvalho            | Venceu    | [ 3 ] |
| 2007 | Grande Prêmio do Cinema Brasileiro                | Melhor Roteiro Adaptado  | Ruy Guerra Tairone Feitosa | Indicado  | [ 4 ] |
| 2007 | Prêmio Guarani de Cinema Brasileiro               | Melhor Fotografia        | Walter Carvalho            | Indicado  | [ 5 ] |
| 2007 | Prêmio Guarani de Cinema Brasileiro               | Melhor Direção de Arte   | Marcos Flaksman            | Indicado  | [ 5 ] |
| 2007 | Prêmio Guarani de Cinema Brasileiro               | Melhor Som               | Pedro Sá Erp Osvaldo Vacca | Indicado  | [ 5 ] |
| 2007 | Prêmio Contigo! de Cinema Nacional                | Melhor Filme             | Ruy Guerra                 | Indicado  | [ 6 ] |
| 2007 | Prêmio Contigo! de Cinema Nacional                | Melhor Diretor           | Ruy Guerra                 | Indicado  | [ 6 ] |
| 2007 | Prêmio Contigo! de Cinema Nacional                | Melhor Roteiro Adaptado  | Ruy Guerra Tairone Feitosa | Indicado  | [ 6 ] |
| 2007 | Prêmio Contigo! de Cinema Nacional                | Melhor Ator              | Leonardo Medeiros          | Indicado  | [ 6 ] |
| 2007 | Prêmio Contigo! de Cinema Nacional                | Melhor Atriz Coadjuvante | Juliana Carneiro da Cunha  | Indicado  | [ 6 ] |
| 2007 | Prêmio Contigo! de Cinema Nacional                | Melhor Fotografia        | Walter Carvalho            | Indicado  | [ 6 ] |
| 2007 | Festival de Cinema de Países de Língua Portuguesa | Melhor Montagem - Ficção | Mair Tavares               | Venceu    | [ 7 ] |
| 2007 | Prêmio ACIE de Cinema                             | Melhor Diretor           | Ruy Guerra                 | Indicado  | [ 8 ] |
| 2007 | Prêmio ACIE de Cinema                             | Melhor Ator              | Leonardo Medeiros          | Indicado  | [ 8 ] |
| 2007 | Prêmio ACIE de Cinema                             | Melhor Fotografia        | Walter Carvalho            | Indicado  | [ 8 ] |